# أولني (إلينوي)
أولني (بالإنجليزية: Olney, Illinois)‏ هي مدينة تقع في الولايات المتحدة في مقاطعة ريتشلاند، إلينوي. يقدر عدد سكانها بـ 8,631 نسمة .

## التركيبة السكانية
حدّد مكتب تعداد الولايات المتحدة بيانات التركيبة السكانية لأولني في تعداد الولايات المتحدة. في ما يلي، التركيبة السكانية حسب تعدادي 2000 و2010.

### تعداد عام 2000
بلغ عدد سكان أولني 8,631 نسمة بحسب تعداد عام 2000، وبلغ عدد الأسر 3,755 أسرة وعدد العائلات 2,300 عائلة مقيمة في المدينة. في حين سجلت الكثافة السكانية 480.8 نسمة لكل كيلومتر مربع (1,245.3/ميل2). وبلغ عدد الوحدات السكنية 4,283 وحدة بمتوسط كثافة قدره 238.6 لكل كيلومتر مربع (618.0/ميل2).
وتوزع التركيب العرقي للمدينة بنسبة 97.67% من البيض و0.48% من الأمريكيين الأفارقة و0.16% من الأمريكيين الأصليين و0.64% من الأمريكيين ذوي الأصول الآسيوية و0.03% من سكان جزر المحيط الهادئ و0.32% من الأعراق الأخرى و0.70% من عرقين مختلطين أو أكثر و0.96% من الهسبانيون أو اللاتينيون من أي عرق.
بلغ عدد الأسر 3,755 أسرة كانت نسبة 29.5% منها لديها أطفال تحت سن الثامنة عشر تعيش معهم، وبلغت نسبة الأزواج القاطنين مع بعضهم البعض 47.4% من أصل المجموع الكلي للأسر، ونسبة 10.6% من الأسر كان لديها معيلات من الإناث دون وجود شريك،  بينما كانت نسبة 3.3% من الأسر لديها معيلون من الذكور دون وجود شريكة وكانت نسبة 38.7% من غير العائلات. تألفت نسبة 33.7% من أصل جميع الأسر من عدة أفراد يعيشون في نفس المنزل ونسبة 17.3% كانت تتألف من شخص يعيش بمفرده يبلغ من العمر 65 عاماً أو أكثر. وبلغ متوسط حجم الأسرة المعيشية 2.26، أما متوسط حجم العائلات فبلغ 2.89.
بلغ العمر الوسطي للسكان 39.3 عاماً. وكانت نسبة 23.8% من القاطنين تحت سن الثامنة عشر، وكانت نسبة 9.1% بين الثامنة عشر والرابعة والعشرين عاماً، ونسبة 25.5% كانت واقعةً في الفئة العمرية ما بين الخامسة والعشرين والرابعة والأربعين عاماً، ونسبة 20.9% كانت ما بين الخامسة والأربعين والرابعة والستين، ونسبة 19.2% كانت ضمن فئة الخامسة والستين عاماً فما فوق. يوجد لكل 100 أنثى 87.6 ذكر، ويوجد لكل 100 أنثى في الثامنة عشر من عمرها فما فوق 83.3 ذكر.
بلغ متوسط دخل الأسرة في المدينة 28,084 دولارًا، أما متوسط دخل العائلة فبلغ 37,365 دولارًا. وكان متوسط دخل الذكور 29,547 دولارًا مقابل 18,440 دولارًا للإناث. وسجل دخل الفرد الخاص بالمدينة 16,218 دولارًا. وكانت نسبة 13% من العائلات ونسبة 17% من السكان تحت خط الفقر، وكان من هؤلاء نسبة 22.1% تحت سن الثامنة عشر ونسبة 8% في الخامسة والستين من العمر وما فوق.

### تعداد عام 2010
بلغ عدد سكان أولني 9,115 نسمة بحسب تعداد عام 2010، وبلغ عدد الأسر 3,847 أسرة وعدد العائلات 2,318 عائلة مقيمة في المدينة. في حين سجلت الكثافة السكانية 507.8 نسمة لكل كيلومتر مربع (1,315.2/ميل2). وبلغ عدد الوحدات السكنية 4,291 وحدة بمتوسط كثافة قدره 239.1 لكل كيلومتر مربع (619.3/ميل2).
وتوزع التركيب العرقي للمدينة بنسبة 96.43% من البيض و0.66% من الأمريكيين الأفارقة و0.16% من الأمريكيين الأصليين و1.08% من الأمريكيين ذوي الأصول الآسيوية و0.01% من سكان جزر المحيط الهادئ و0.53% من الأعراق الأخرى و1.13% من عرقين مختلطين أو أكثر و1.55% من الهسبانيون أو اللاتينيون من أي عرق.
بلغ عدد الأسر 3,847 أسرة كانت نسبة 29.3% منها لديها أطفال تحت سن الثامنة عشر تعيش معهم، وبلغت نسبة الأزواج القاطنين مع بعضهم البعض 43.2% من أصل المجموع الكلي للأسر، ونسبة 12.1% من الأسر كان لديها معيلات من الإناث دون وجود شريك،  بينما كانت نسبة 5% من الأسر لديها معيلون من الذكور دون وجود شريكة وكانت نسبة 39.7% من غير العائلات. تألفت نسبة 34.2% من أصل جميع الأسر من عدة أفراد يعيشون في نفس المنزل ونسبة 16.1% كانت تتألف من شخص يعيش بمفرده يبلغ من العمر 65 عاماً أو أكثر. وبلغ متوسط حجم الأسرة المعيشية 2.27، أما متوسط حجم العائلات فبلغ 2.88.
بلغ العمر الوسطي للسكان 40.2 عاماً. وكانت نسبة 22.9% من القاطنين تحت سن الثامنة عشر، وكانت نسبة 8.5% بين الثامنة عشر والرابعة والعشرين عاماً، ونسبة 23.8% كانت واقعةً في الفئة العمرية ما بين الخامسة والعشرين والرابعة والأربعين عاماً، ونسبة 24.2% كانت ما بين الخامسة والأربعين والرابعة والستين، ونسبة 20.6% كانت ضمن فئة الخامسة والستين عاماً فما فوق. وتوزع التركيب الجنسي للسكان بنسبة 47.2% ذكور و52.8% إناث.

## أعلام
- جاكسون كيفر
- هارون شو
- دومي ميرفي
- ديفيد ريس
- ألفرد إم. ويلسون
- جيمس ك. ألين
- مارتن د. فوستر
- تيري إل. بروس